# جيف اندروز
جيف اندروز (بالإنجليزية: Jeff Andrews)‏ هو لاعب كرة قاعدة أمريكي، ولد في 27 يناير 1959.

## وصلات خارجية
- جيف اندروز على موقعبيزبول رفرنس.كوم (الدوري الثانوي) (الإنجليزية)